# Peter Pan (TV-serie)
Peter Pan är en tecknad äventyrsserie skapad av Takashi Nakamura i Japan 1989. Originaltiteln är Pîtâ Pan no bôken. Den sändes i TV3 och Fox Kids. Serien är baserad på J.M. Barries saga.

## Handling
Det handlar om en pojke som heter Peter Pan och som inte vill bli vuxen. Peter Pan tar med sig flickan Wendy och pojkarna John och Mikael till Landet ingenstans på ett äventyr.

## Svenska röster
- Nick Atkinson - John
- Susanne Barklund - Mikael och Tingeling
- Anders Ekborg - Kapten Krok
- Svante Hådell
- Ole Ornered - Smee
- Magnus Rongedal - Peter Pan
- Eleonor Telcs-Lundberg - Wendy
- Linus Wahlgren - Borttappad pojke
- Fredrik Willstrand
- Louise Raeder
- Hasse Jonsson
- Gunnar Ernblad
- Sture Ström
- Fredrik Dolk
- Vendela Duclos - Tigerlilja